# Хайнрих фон Прусия (1781 – 1846)
Фридрих Хайнрих фон Прусия (на немски: Friedrich Heinrich Karl von Preußen, * 30 декември 1781 в Берлин, † 12 юли 1846 в Рим) е пруски принц, пруски генерал на кавалерията и велик майстор на Йоанитския орден.
Хайнрих e син на крал Фридрих Вилхелм II фон Прусия (1744–1797) и втората му съпруга Фредерика (1751–1805), дъщеря на ландграф Лудвиг IX фон Хесен-Дармщат.
Хайнрих започва военната си кариера на 5 септември 1795 г. Участва като полковник в похода през 1806/1807 г. против французите. През похода през 1813 г. принцът е в главната квартира на руския генерал Витгенщайн. след края на войната на 31 май 1815 г. той е повишен на генерал на кавалерията.
През 1812 г. брат му Фридрих Вилхелм III създава кралския Йоанитски орден. През 1813 г. Хайнрих става Herrenmeister der evangelischen Ballei Brandenburg des ritterlichen Hospitaliter-Ordens von St. Johannes von Jerusalem.
Хайнрих е непркъснато болен и живее от 1819 г. постоянно в Рим с разрешение на краля. Последните си 20 години той е на легло.
Хайнрих е погребан в катедралата на Берлин. В Берлин наричат на него един площад Heinrichplatz.